# Нетивей Исраэль
Нетивей Исраэль (ивр. נתיבי ישראל‎, дословно — «Маршруты Израиля») ранее «Национальная дорожная компания Израиля» (ивр. החברה הלאומית לדרכים בישראל‎) — государственная корпорация, отвечающая за планирование, строительство и обслуживание большей части дорожной инфраструктуры в Израиле, включая дороги, мосты и развязки, иногда также называемая «Национальным управлением дорог Израиля».

## История
Компания была основана в 1921 году Британским мандатом, который управлял страной в то время, под названием «Департамент общественных работ» (PWD — Public Works Department). В 1948 году, с созданием государства Израиль, англоязычное название — PWD было изменено на ивритоязычное название ивр. מע"צ‎ (МААЦ), и ответственность за этот орган была передана Министерству транспорта Израиля.
15 сентября 2003 года было принято решение о реорганизации МААЦ и преобразовании ее в новую государственную корпорацию, которая должна была начать работу 1 января 2004 года. Став Национальной дорожной компанией, компания в основном теперь не занимается строительством новых дорог напрямую, а больше планирует инфраструктурные проекты, затем проводит тендеры и управляет строительством новых дорог компаниями частного сектора.
Начиная с 2010 года компания также начала заниматься планированием, проведением тендеров и управлением строительством новых железнодорожных линий для Израильских железных дорог.
В 2012 году по решению правительства название компании было изменено на «Нетивей Исраэль» и было решено, что компания будет отвечать за развитие дополнительной транспортной инфраструктуры (такой как железные дороги, городские проекты и строительство аэропорта), а не только за междугородние дороги страны.

## Ответственность
В зону ответственности компании входят 8500 километров дорог, 105 развязок, 2200 перекрестков и 1300 мостов и туннелей. Они составляют большую часть междугородних дорог в Израиле. Другими компаниями, отвечающими за междугородние дороги, являются «Яфе Ноф» в Хайфе, «Нетивей Аялон» в Гуш-Дане и «Мория - Хевра ле-Питуах Иерушалаим» в Иерусалиме, а также «Дэрех Эрец», которая отвечает за Трансизраильское шоссе, и «Нетивей ха-Йовель», отвечающая за шоссе 431. Бюджет компании на 2008 год составлял 2,8 миллиардов шекелей, 800 миллионов из которых были направлены на содержание дорог. Ожидается, что в 2009 году бюджет увеличится до 3,88 млрд долларов.